# Jo de Roo
Johan "Jo" de Roo, född i byn Schore i kommunen Kapelle den 5 juli 1937, är en nederländsk före detta professionell landsvägscyklist. Hans främsta år var 1962 då han blev totalsegrare i "världscupen" Super Prestige Pernod efter vinster i Lombardiet runt, Paris-Tours och Bordeaux-Paris. Bland andra vinster kan nämnas Flandern runt 1965, tre etappsegrar i Tour de France och en i Vuelta a España, samt 1963 ännu en seger i vardera Lombardiet runt och Paris-Tours.

## Meriter
1958
Vinnare av etapp 6 i Ronde van Nederland
1960
Vinnare totalt av Giro di Sardegna
Vinnare av etapp 1
Vinnare av etapp 4 i Ronde van Nederland
5:a i Gent-Wevelgem
6:a i Nationale Sluitingsprijs
8:a i Milano-Sanremo
1961
Vinnare av GP de Monaco
5:a i linjelopp vid Världsmästerskapen i landsvägscykling
6:a i Genua-Nice
6:a i Bordeaux-Paris
8:a i Paris-Bryssel
10:a i Paris-Tours
1962
Vinnare totalt av Super Prestige Pernod
Vinnare av Lombardiet runt
Vinnare av Paris-Tours
Vinnare av Bordeaux–Paris
Vinnare av etapp 2b i GP du Midi-Libre
Vinnare av etapp 1 i Tour de l'Aude
2:a i linjelopp vid Nederländska mästerskapen
10:a i Critérium des As
1963
Vinnare av Lombardiet runt
Vinnare av Paris-Tours
2:a totalt i Tour de Luxembourg
4:a totalt i Super Prestige Pernod
4:a i Liège-Bastogne-Liège
5:a i Paris-Bryssel
7:a i Bordeaux-Paris
10:a i Flandern runt
1964
Vinnare av  linjeloppet vid Nederländska mästerskapen
Vinnare av etapp 12 i Tour de France
Vinnare av etapp 4b i GP du Midi-Libre
3:a i Flandern runt
3:a i Grand Prix de Fourmies
4:a i Bordeaux-Paris
6:a i Paris-Tours
7:a i Rund um den Henninger Turm
8:a i Paris-Bryssel
9:a i Lombardiet runt
1965
Vinnare av  linjeloppet vid Nederländska mästerskapen
Vinnare av etapp 8 i Tour de France
Vinnare av Flandern runt
Vinnare av etapp 5 i Ronde van Nederland
6:a i Critérium des As
10:a i Nationale Sluitingsprijs
1966
Vinnare av etapperna 3a (TTT) och 14a i Tour de France
Vinnare av etapp 6 i Vuelta a España
Vinnare av Omloop Het Volk
Vinnare av Dokter Tistaertprijs
6:a i Paris-Bryssel
8:a i linjelopp vid Världsmästerskapen i landsvägscykling
1967
2:a i linjelopp vid Nederländska mästerskapen
3:a i Trofeo Baracchi (med Peter Post)
1968
4:a i Amstel Gold Race
7:a i Flandern runt
8:a i Dwars door Vlaanderen
9:a i Lombardiet runt